# Libenge
Libenge est une localité portuaire, chef-lieu de territoire du Sud-Ubangi en république démocratique du Congo.

## Géographie
Située sur la rive gauche d'un bras de l'Oubangui qui forme l'Île de Libenge. La localité est desservie par la route nationale 6 à 175 km à l'ouest du chef-lieu provincial Gemena. Elle est dotée d'un poste frontière face à la République du Congo et la République centrafricaine situées sur la rive opposée du fleuve.

## Environnement
La présence des espèces de chenilles qui sont les responsables des dégats est au laboratoire pour la détermination plus précieuse, en attendant les analyses, les hypothèses laissent présager qu'il s'agirait d'une réémergence des espèces de papillons couramment rencontrées en RDC : Busseola fusca, Eldana saccharina, Ostrinia nubilalis et Sesamia calamistris.

## Histoire
La localité est chef-lieu de district de l'Etat indépendant du Congo) en 1895. Elle est érigée en Centre extra-coutumier en 1935. En 1955, Gemena remplace Libenge comme chef-lieu de district.

## Administration
Chef-lieu territorial de 13 999 électeurs enrôlés pour les élections de 2018, elle a le statut de commune rurale de moins de 80 000 électeurs, elle aura 7 conseillers municipaux. Elle est compte quatre quartiers : Mokungu, Nzondomio, Denge et Zinga-Zinga.

## Population
Le dernier recensement date de 1984, l'accroissement annuel de la population est estimé à 2,48,.
| 1984   | 2004   | 2012   |
| ------ | ------ | ------ |
| 14 500 | 21 570 | 24 530 |

## Personnalités liées
- Nzimbi Ngbale (1944-2005), général congolais
- Gérard Greindl (1916-1948), aviateur belge mort dans la catastrophe aérienne de Libenge, y est enterré
- M'buze Nsomi - Lobwanabi (1943-2007), diplomate congolais et fut le premier Zaïrois Ambassadeur en Israël (1982)

## Transport
La localité est desservie par un terrain d'aviation.